# ارتم کاسیانوف
ارتم کاسیانوف (اوکراینی: Артем Андрійович Касьянов؛ زادهٔ ۲۰ آوریل ۱۹۸۳) بازیکن فوتبال اهل اوکراین است.
از باشگاه‌هایی که در آن بازی کرده‌است می‌توان به باشگاه فوتبال متالورگ دونتسک، باشگاه فوتبال متالیست خارکوف، باشگاه فوتبال استال آلچفسک، باشگاه فوتبال چورنومورتس اودسا، و باشگاه فوتبال اورداباسی اشاره کرد.
وی همچنین در تیم ملی فوتبال زیر ۲۱ سال اوکراین بازی کرده‌است.